# 官営八幡製鐵所

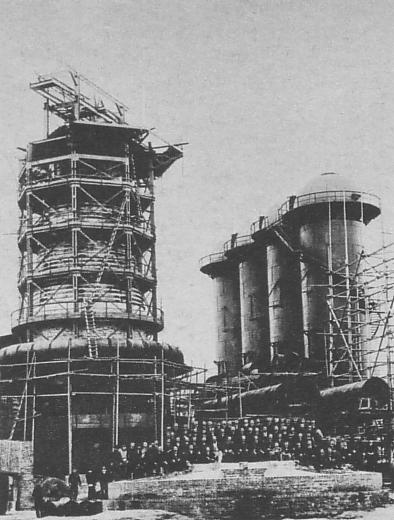
官営八幡製鐵所

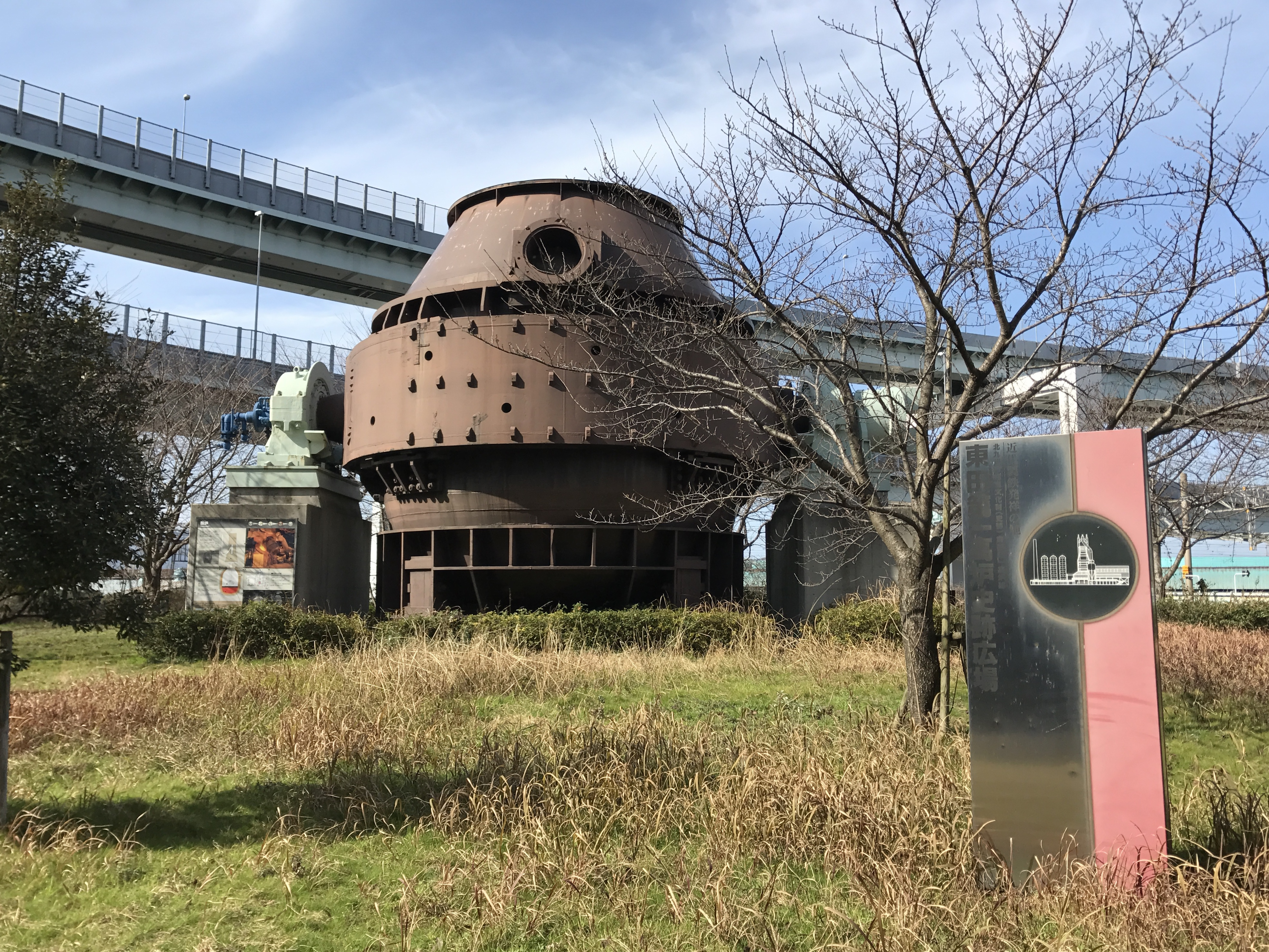
東田高炉記念広場の転炉

官営八幡製鐵所（かんえいやはたせいてつしょ、かんえいやわたせいてつしょ、旧字体：官營八幡製鐵所󠄁、The Imperial Steel Works, Japan）は、1901年（明治34年）の明治時代に操業を開始した福岡県北九州市の製鉄所。1887年（明治20年）に操業を開始した釜石鉱山田中製鉄所（岩手県釜石市）に続き、日本国内で2番目の製鉄所である。第二次世界大戦前には日本の鉄鋼生産量の過半を製造する国内随一の製鉄所で、鋼板類や条鋼類、兵器材料の特殊鋼など多品種の鋼材を製造していた。
1934年（昭和9年）には官営製鉄所が中心となって民間業者と合同して日本製鐵が発足。同社の八幡製鐵所となった。現在は後身企業のひとつである日本製鉄の九州製鉄所八幡地区の一部となっている。
2007年に構成資産のいくつかが経済産業省の「近代化産業遺産」に認定された。さらに2015年には、旧本事務所、修繕工場、旧鍛冶工場（福岡県北九州市）、および遠賀川水源地ポンプ室（福岡県中間市）の4資産が「明治日本の産業革命遺産 製鉄・製鋼、造船、石炭産業」（全23資産）の構成資産として世界遺産に登録されている。

## 沿革
明治政府の殖産興業のスローガンの元、日清戦争の前から製鉄所の国内建設が要望されていたが、第1次松方内閣が1891年（明治24年）の第二回帝国議会に建設予算を提出した時は莫大な予算がかかることから否決されていた。
1895年（明治28年）に製鉄事業調査会を設置して調査を開始し、「製鉄所は官営とする。原料は豊富。製鉄・鉄鋼の試験結果も良好」との結果を報告、さらに調査中に日清戦争が発生し、早急に軍器独立の必要が生じた。実際日清戦争に勝利した直後1896年（明治29年）の日本国内の鉄需要は銑鉄六万五千トン、鋼材二十二万トンに上ったが、国内供給量は銑鉄二万六千トン、鋼材は千二百トンでほとんど海外からの輸入に頼っていた状態であった。
翌1896年（明治29年）3月30日に製鉄所官制を発布し、 長官・山内堤雲、技官・大島道太郎が決定した。設置場候補地として福岡県遠賀郡八幡村（現北九州市八幡東区）、企牧郡柳ヶ浦、広島県安芸郡阪村の三か所があげられ、誘致運動、陳情合戦が行われた。実地調査の結果、豊かな石炭の産地である筑豊炭田から鉄道や水運で石炭を大量・迅速に調達できるメリットが大きかった点と、港もあり軍事防衛上や原材料入手の双方の利便性が決めてとなり八幡への設置が決まった。また調査委員長を務めていた福岡県出身の農商務次官・金子堅太郎のバックアップと、背後に三井、三菱、住友、古河などの中央資本や地元財閥の貝島、麻生、安川などが筑豊炭田に進出していたことも八幡決定の要因として大きかった。
1897年（明治30年）2月6日に「製鉄所ハ福岡県下筑前国八幡村ニ之を置ク」と公示され着工、1901年（明治34年）2月5日に東田第一高炉で火入れが行われる。この操業に当たっては先に国内初の成功を収めていた釜石鉱山田中製鉄所から選抜派遣された7人の高炉作業者が派遣されている。同年11月18日には東京から多数の来賓を迎えて作業開始式が祝われた。建設費は、日清戦争で得た賠償金で賄われている。当時は、単に製鐵所と呼んでいた。
当時の日本には近代的な製鉄事業に必要な知識経験がないため、最新技術を採用するという方針で欧米の事情が調査され、その結果、ドイツのオーバーハウゼン市にあるグーテホフヌンクスヒュッテ (GHH) に設計が依頼された。操業も、高い給料で多数のドイツ人技師を雇用した上で開始されている。しかし、当初はコークス炉がなく、使用した鉄鉱石の性質も欧州とは異なるため、銑鉄の生産が予定の半分程度にとどまり、計画した操業成績をあげることができなかった。それに伴い赤字が膨れ上がり、遂に1902年（明治35年）7月に操業を停止する事態となった。そこで、政府は調査委員会を設置し、その検討をもとに、コークス炉を建設し、原料も精選する方針が立てられた。

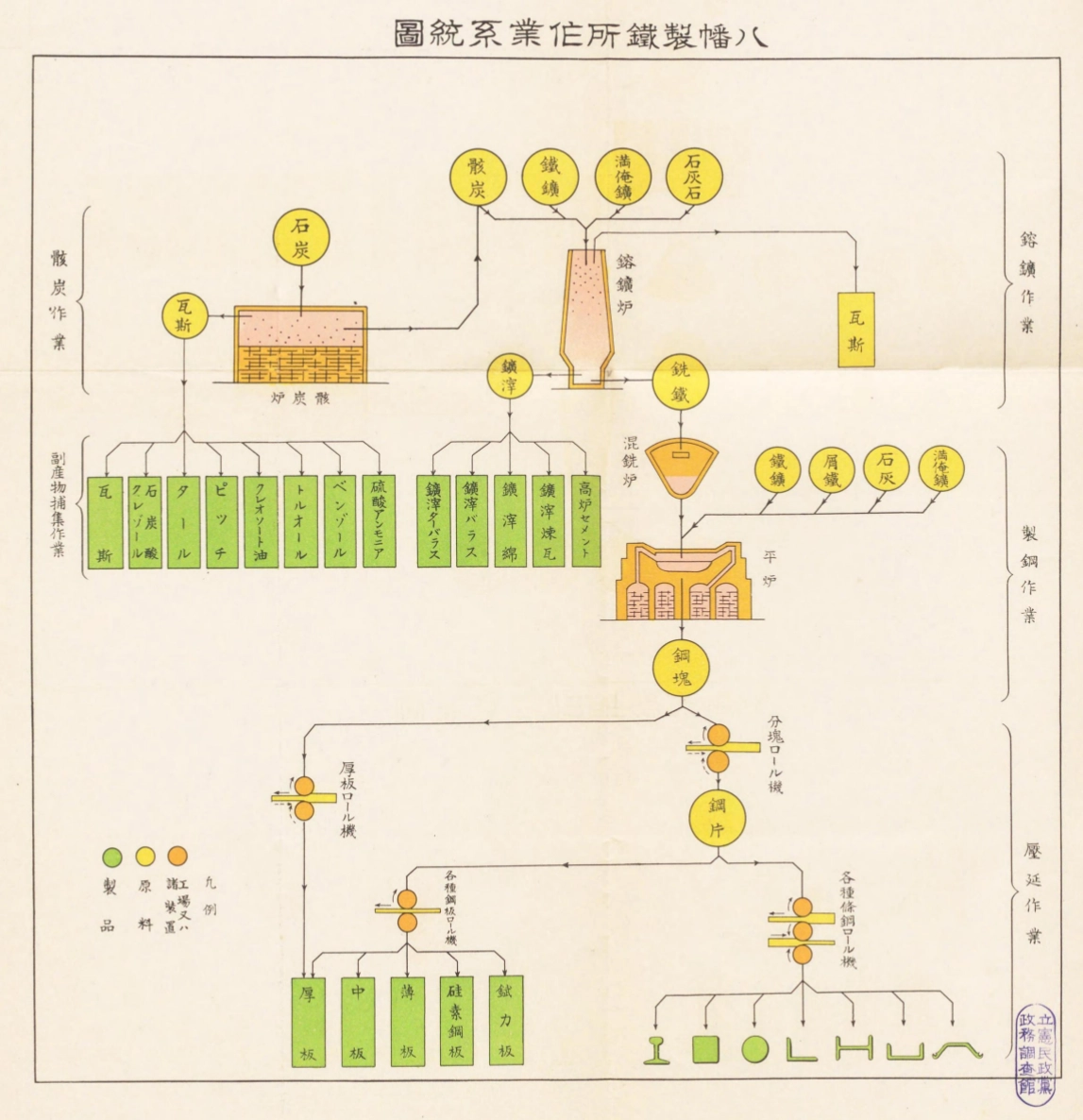
八幡製鉄所　作業工程図（1934年）

その後、1904年（明治37年）2月に日露戦争が勃発し、鉄の需要が急激に増えた。政府は、コークス炉の完成を受けて製鐵所の操業再開を決め、4月6日に第2次火入れが行われたが、わずか17日間で操業停止に追い込まれた。そこで釜石鉱山田中製鉄所の顧問である東京帝国大学工学部元教授・野呂景義に原因調査が依頼された。炉内をより高温に保つため、高炉の形状を改め、操業方法も改善するという野呂の提案を受け、高炉が改造され、7月23日に第3次火入れが行われた。この改良は成功し、その後は順調に操業を進めて、多くの銑鉄を得ることができた。そして、翌年の2月25日には、以前から建設が進められていた東田第二高炉に火入れが行われ、銑鉄の生産量がほぼ2倍になった。
戦争が終わると今度は民間から鉄の需要が増え、技術革新、重工業の発展に伴う需要増加に応えるため、第一期拡張工事（1906年 - 1910年）、第二期拡張工事（1911年 - 1915年）、そして第一次世界大戦で大幅に増えた鉄鋼需要に応え、第三期拡張工事（1917年）、1927年（昭和2年）には年間銑鉄生産量年100万トン計画が立案され、海に築く製鉄所の先駆けとなった洞岡高炉群の建設決定（1938年（昭和18年）完成）と、次々と拡張していき、国内の大半の需要を八幡製鐵所が賄うようになった。
当初は農商務省管轄だったが、農商務省の分割によって1925年（大正14年）に商工省工務局（現・経済産業省製造産業局）管轄となり、それは1934年（昭和9年）の日本製鐵発足まで続いた。

第一次世界大戦後の不況により、製鉄企業の合理化が推し進められ、1934年1月29日に日本製鐵株式會社法により、官営製鐵所・九州製鋼・輪西製鐵・釜石鉱山・富士製鋼・三菱製鐵（現・黄海製鉄連合企業所）・東洋製鐵の官民合同で日本製鐵（日鉄）が設立された。この時、官営製鐵所の名称が八幡製鐵所へと変更された。一連の出来事は製鉄大合同と呼ばれ、国内のシェアのほとんどを日鉄が占めることとなった。

## 八幡製鐵所長官
- 農商務省
  - 山内堤雲：1896年5月19日 - 1897年8月9日
  - （事務取扱）堀田連太郎：1897年8月9日 - 1897年10月6日
  - 　(技監) 大島道太郎：1896年5月19日 - 1899年5月(1899年5月～製鉄所技術長兼工務部長)
  - 和田維四郎：1897年10月6日 - 1902年2月3日
  - （兼務）安広伴一郎：1902年2月3日 - 1902年4月17日
  - 中村雄次郎：1902年4月17日 - 1914年7月15日
  - （心得）上山満之進：1914年7月15日 - 1914年7月18日
  - 押川則吉：1914年7月18日 - 1918年2月18日
  - 白仁武：1918年2月27日 - 1924年11月6日
  - （事務取扱）副島千八：1924年11月6日 - 1924年12月1日
  - 中井励作：1924年12月1日 - 1925年3月31日
- 商工省
  - 中井励作：1925年4月1日 - 1934年1月27日
  - （兼務）吉野信次：1934年1月27日 - 1934年1月29日

## 近代化産業遺産として

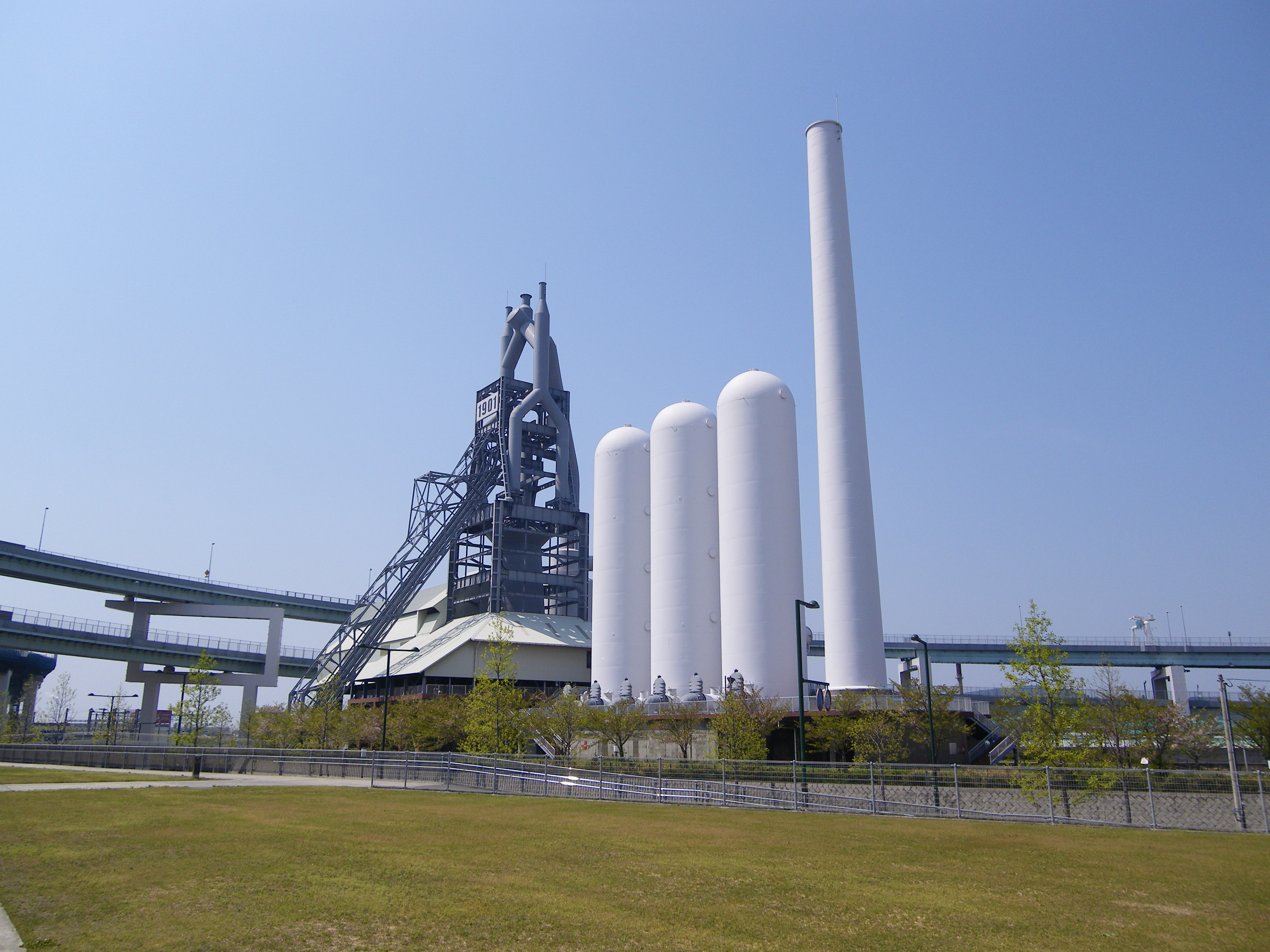
東田第一高炉跡。「1901」は操業開始の1901年を表す

近代化産業遺産（The Imperial Steel Works, Japan (ID1484-022) ）として認定されている。
明治20年代に急増した鉄鋼需要を補うため、1897年、筑豊炭田に隣接し誘致活動が活発だった八幡に製鉄所を設置することが決定する。ドイツのグーテホフヌンクスヒュッテ(GHH)社に設計を依頼し、技術指導を受けた。4年の建設期間を経て、1901年2月に東田第一高炉に火入れが行われ稼働が開始する。しかし、トラブルや資金難により翌1902年7月には休止を余儀なくされたため、釜石田中製鉄所で日本初のコークスによる銑鉄生産を成功させた野呂景義に再建が託される。野呂は高炉の改良と新たなコークス炉の建設を行い、1904年7月から本格稼働を再開した。これにより、日本の高炉操業技術が確立され、日本の産業近代化（重工業化）が達成される。製鉄所は1930年代にかけて拡張され、周辺にも多くの産業が集積し、北九州工業地帯の主要拠点となった。事業所内にあり秘密保持に懸念があることや老朽化していることから、いずれの施設も見学はできない。登録面積は1.71 ha（緩衝地域33.81 ha）である。

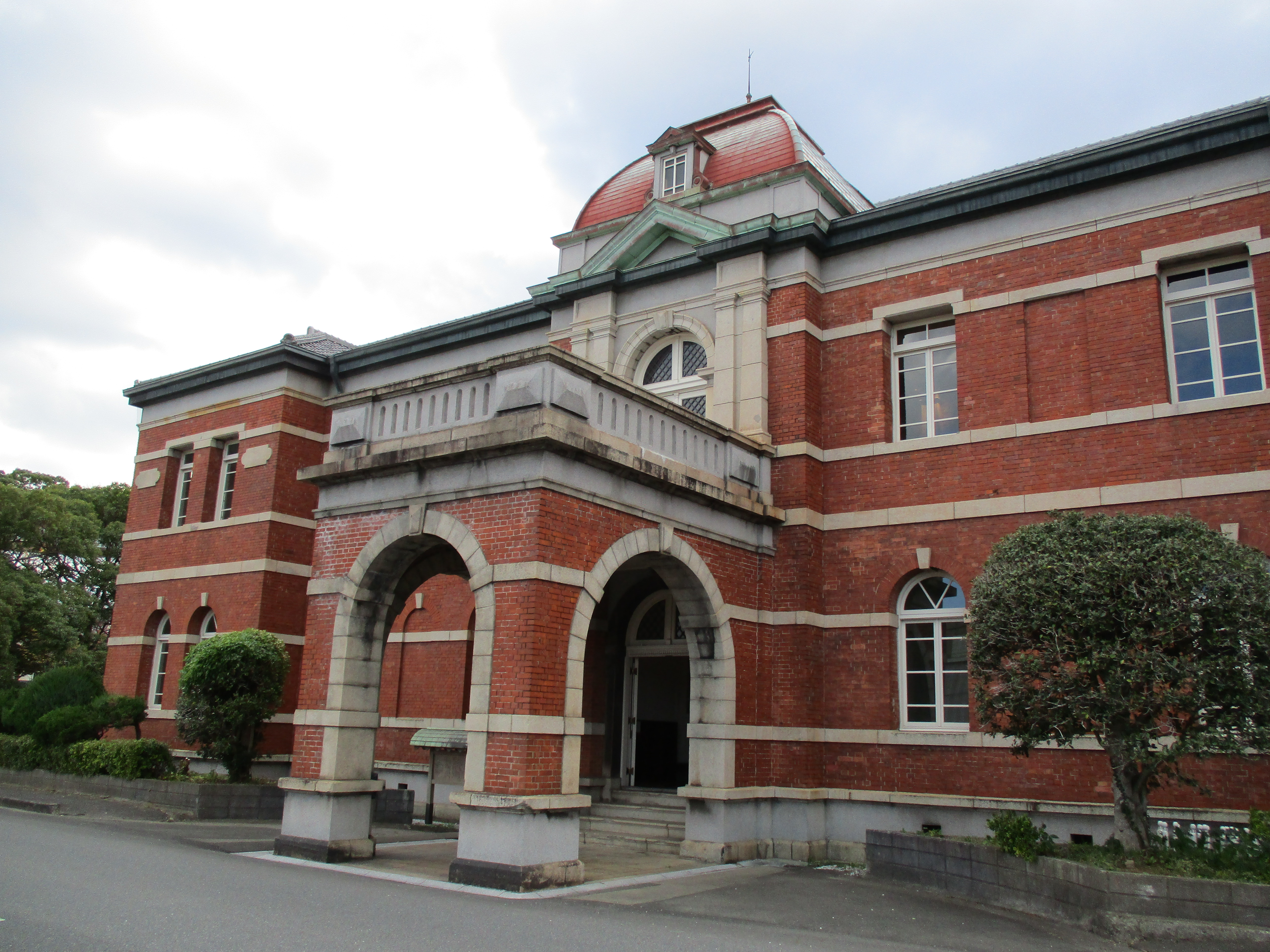
世界遺産の旧本事務所

### 旧本事務所

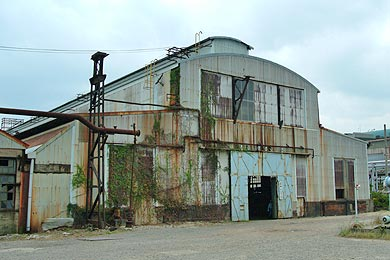
世界遺産の修繕工場

1899年に建設された赤煉瓦組積造の建物。製鐵所の技術者による設計（山口半六だとの説が有力）。骨組はクイーンポストトラス組み、煉瓦積みはイギリス式の一方、屋根は和式の瓦葺、内壁は廊下・室内全て白漆喰塗仕上げ、廊下は当初からリノリウム張り。1922年まで本事務所として使用された後、鉄鋼の研究所として使用された。世界遺産である。見学不可だが、2015年4月に眺望スペースが設けられて遠景を見ることが可能となり、登録後から個人利用に限り写真撮影が認められている。世界遺産登録後に耐震補強工事と内壁の漆喰塗直し、古写真解析による木製扉や窓枠の塗装を茶褐色から白へと塗り替えた。

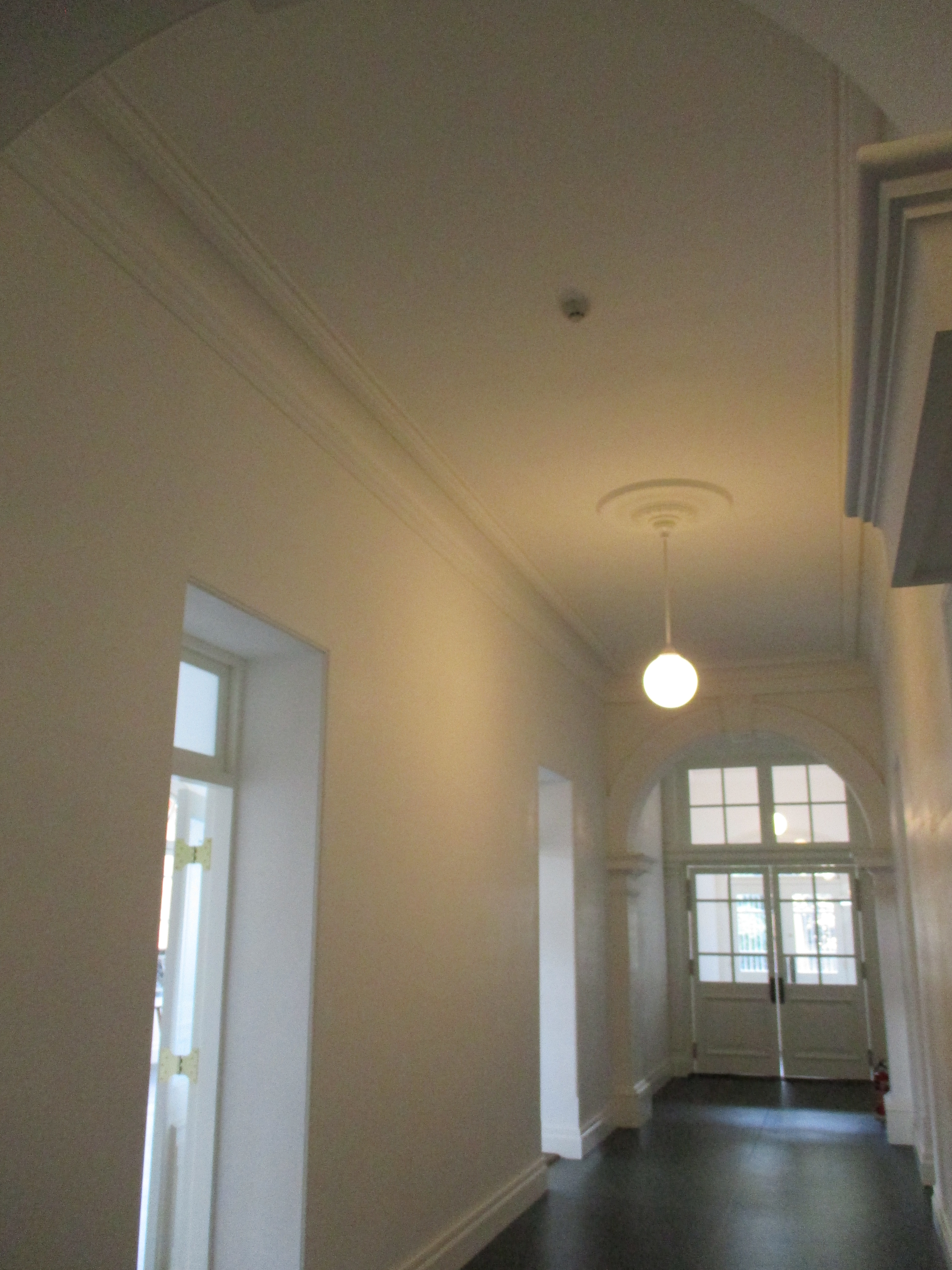
一階廊下
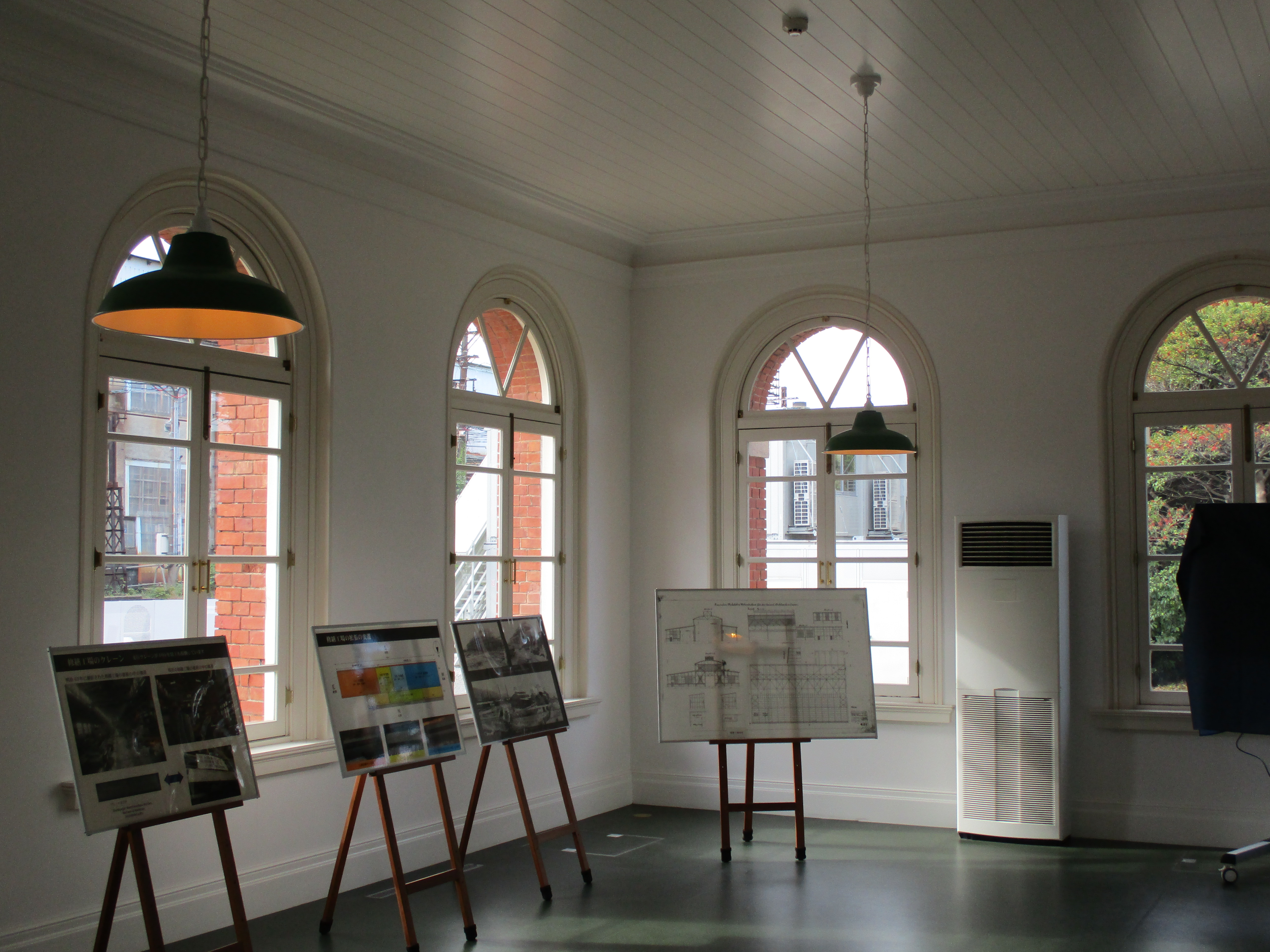
一階部屋
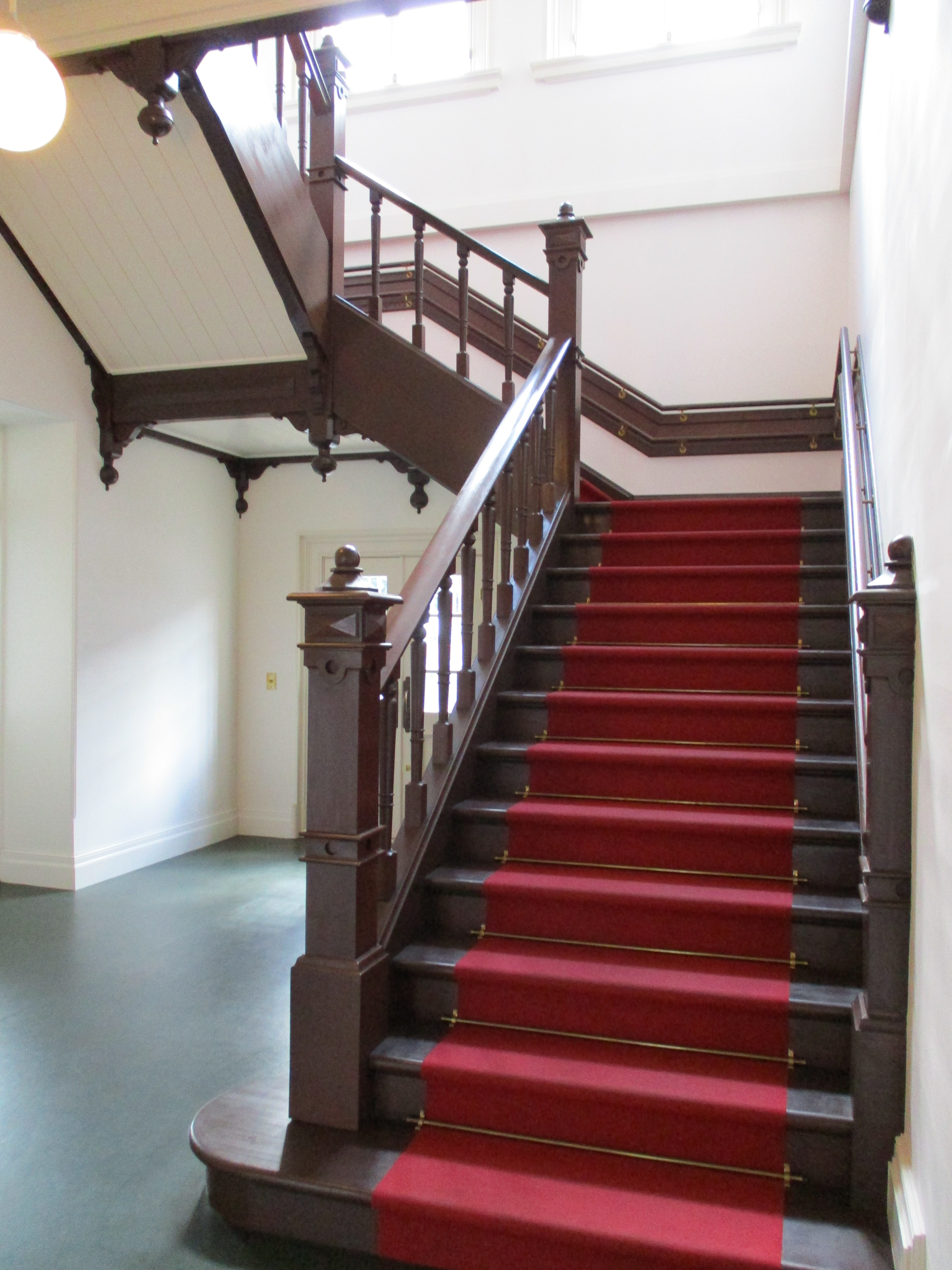
階段
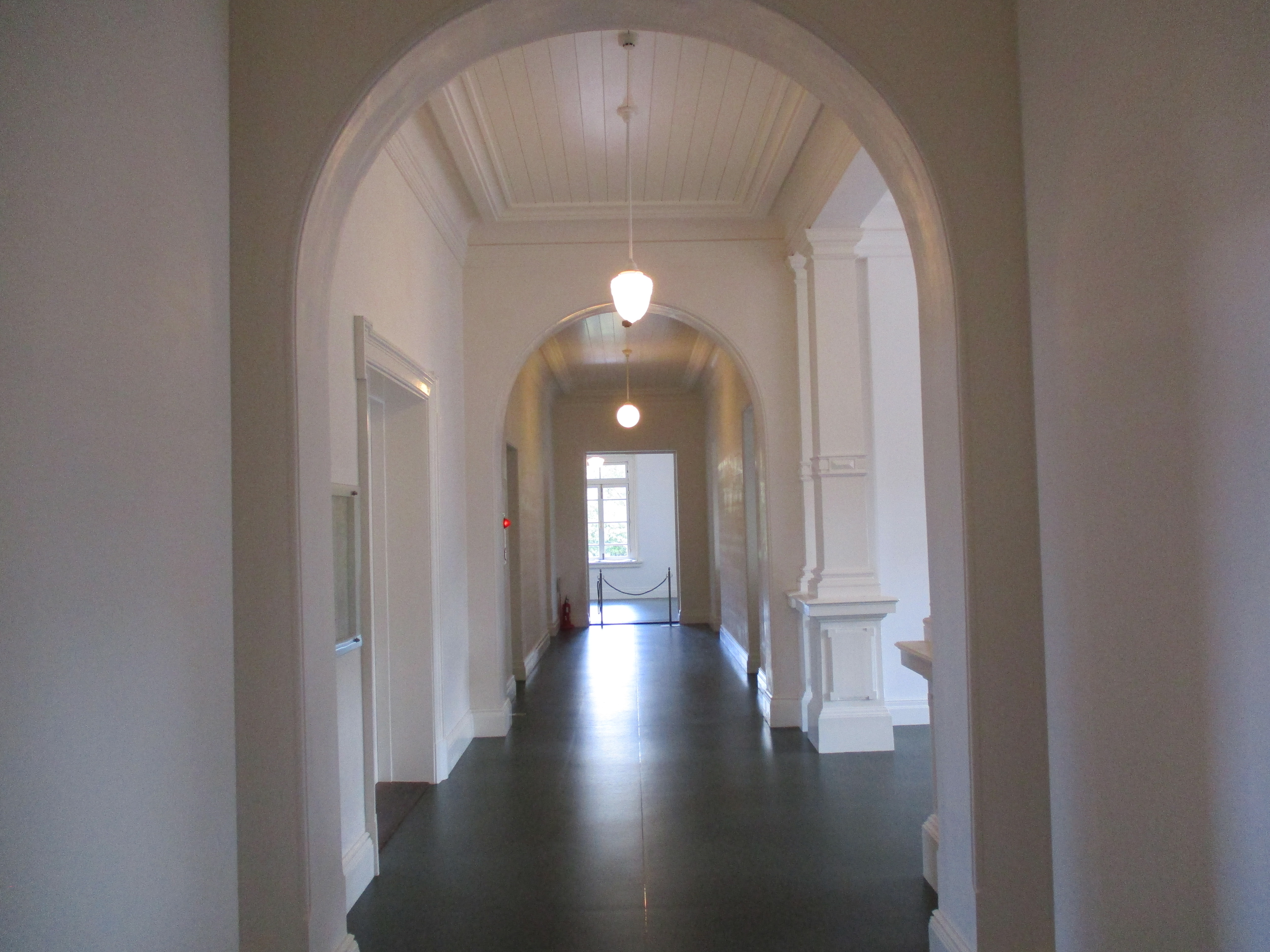
二階廊下
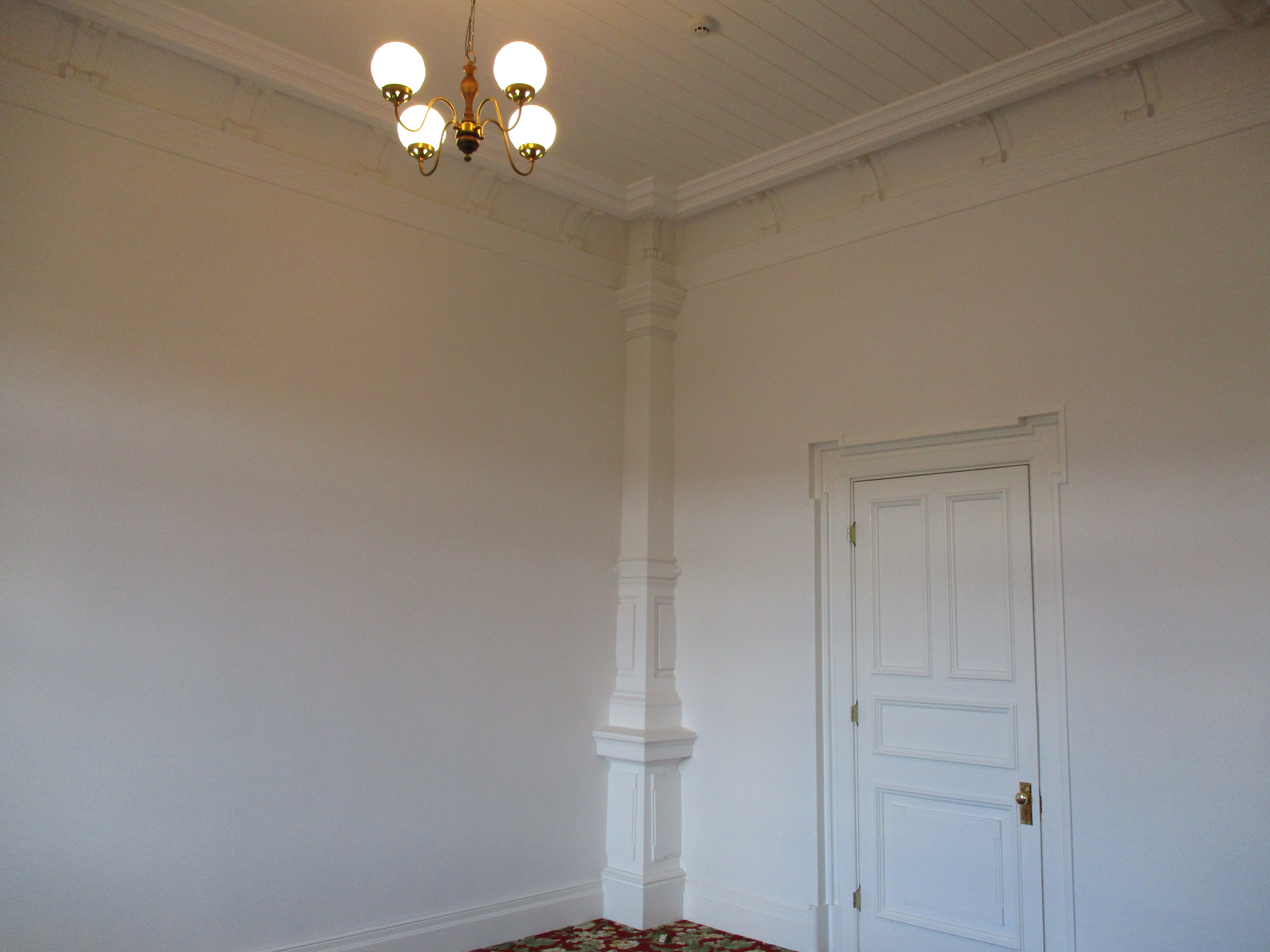
二階部屋
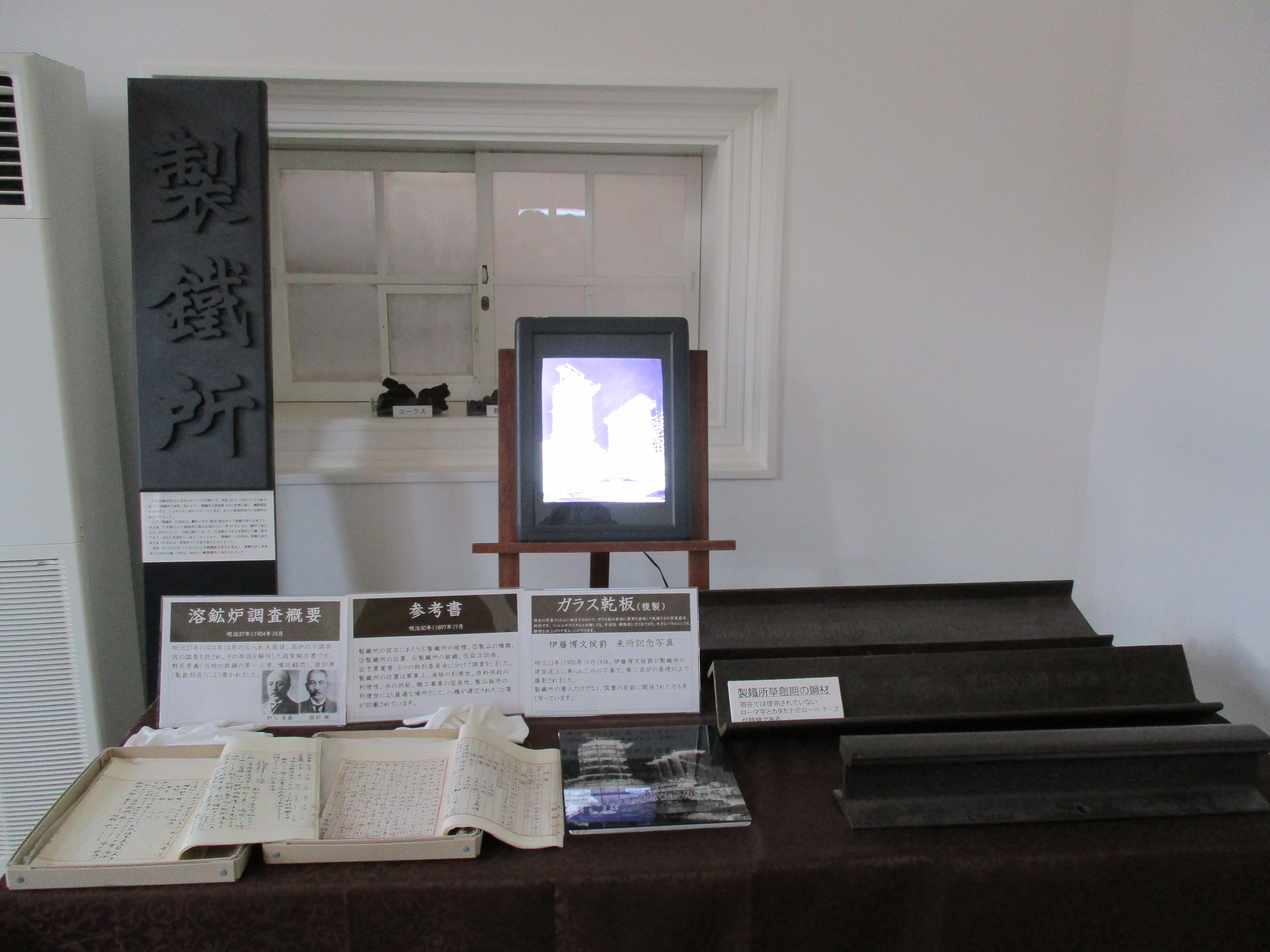
館内保管史料
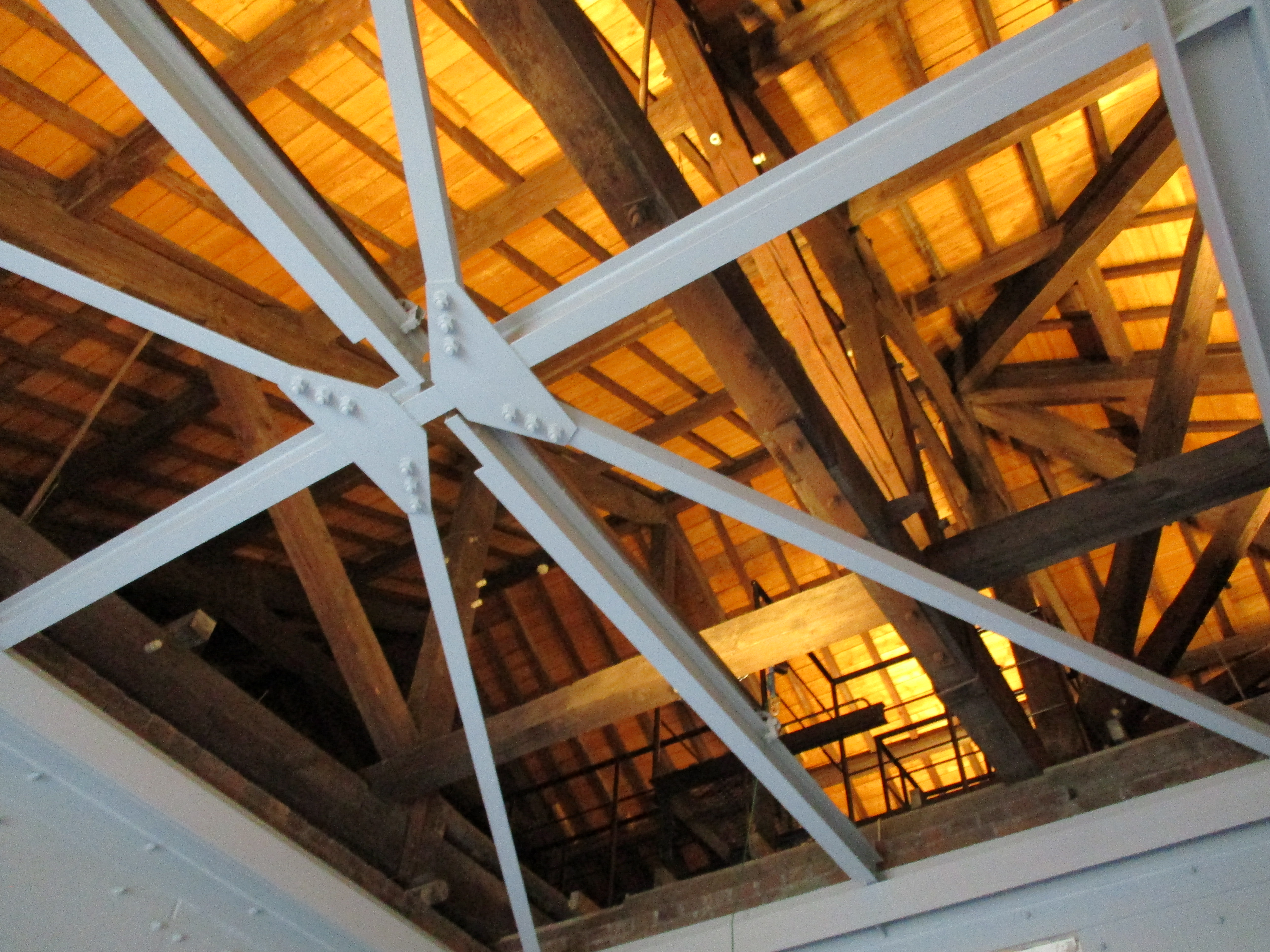
耐震補強の筋交い

### 修繕工場
1900年に建設された鉄骨造の建物。設計及び使用鋼材はGHH社による。現存する日本国内最古の鉄骨建築物。全長140メートル、最大幅41メートル。当初は50×30メートルしかなかったが、1905年・1908年・1917年と3回に亘り東側に延長するように増築された。使用された鋼材がドイツ製から次第に日本製へと変わり、日本の製鉄技術が発展する過程を示すものとなっている。外壁材も当初は赤煉瓦であったが、最後の増築時には鉱滓煉瓦が用いられた（戦後に一部トタン張り処置された）。断面は凸型、内部は吹き抜けで、開設当初から設置されている天井クレーンがある。明かりを取り入れるため窓が大きく作られ、高窓もある。屋根は丸みがある蒲鉾型。現在は新日鉄住金の主要な協力会社の一つである山九により、製鉄所で使用する機械の修繕や部材の製作が行われ、現在も稼働中。世界遺産（稼働遺産）である。世界遺産の対象は明治時代までであり、最後の増築は大正時代であるが、世界遺産となっている。見学は不可。

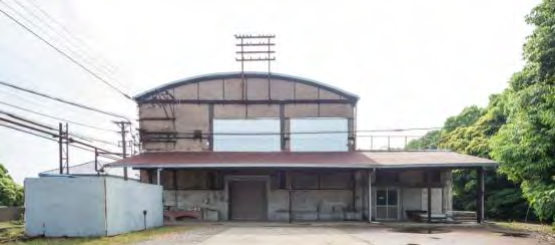
世界遺産の旧鍛冶工場西側

### 旧鍛冶工場
1900年に建設された鉄骨造の建物。設計及び使用鋼材はGHH社による。製鉄所で使用する鍛造品の製造が行われ、大正時代に現在の場所に移転してからは製品試験所として使用された。全長55メートル、最大幅21.7メートル。当初は25×15メートルしかなかったが、1909年・1928年と2回に亘り西と南側に増築された。床面は当初からタイル張り。明かりを取り入れるため窓が大きく作られている。屋根は丸みがある蒲鉾型で、掩蔽壕のよな形状。現在は創業時からの資料を保管する史料室となっている。世界遺産である。世界遺産の対象は明治時代までであり、最後の増築は昭和時代であるが、世界遺産となっている。見学は不可。

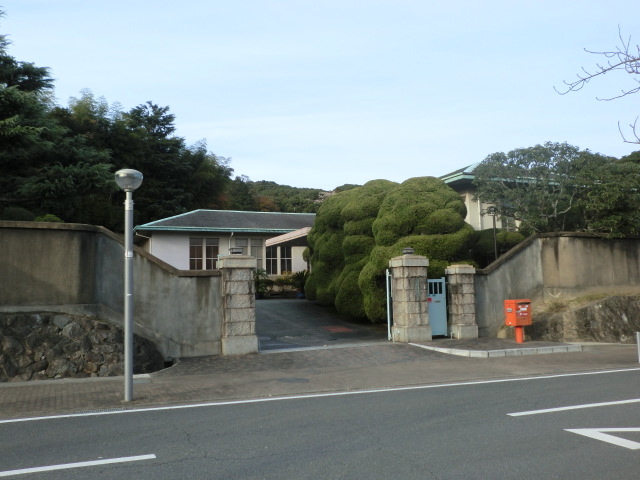
高見倶楽部

### 高見倶楽部
1933年（昭和8年）に八幡東区高見一丁目3-3（現住所）に建設された迎賓館的な応接用施設。
応接室、会議室、使われていない撞球室などを有する。当時の所長が奈良ホテル（辰野金吾設計）をモデルにするよう命じたこともあり、建物は木造平屋一部2階建ての豪華な造りで、第二次世界大戦後には一部鉄筋コンクリート造に改造された。
1949年（昭和24年）、九州地方に向けて行われた昭和天皇の戦後巡幸では、行在所（宿舎）として利用された。

### 関連施設

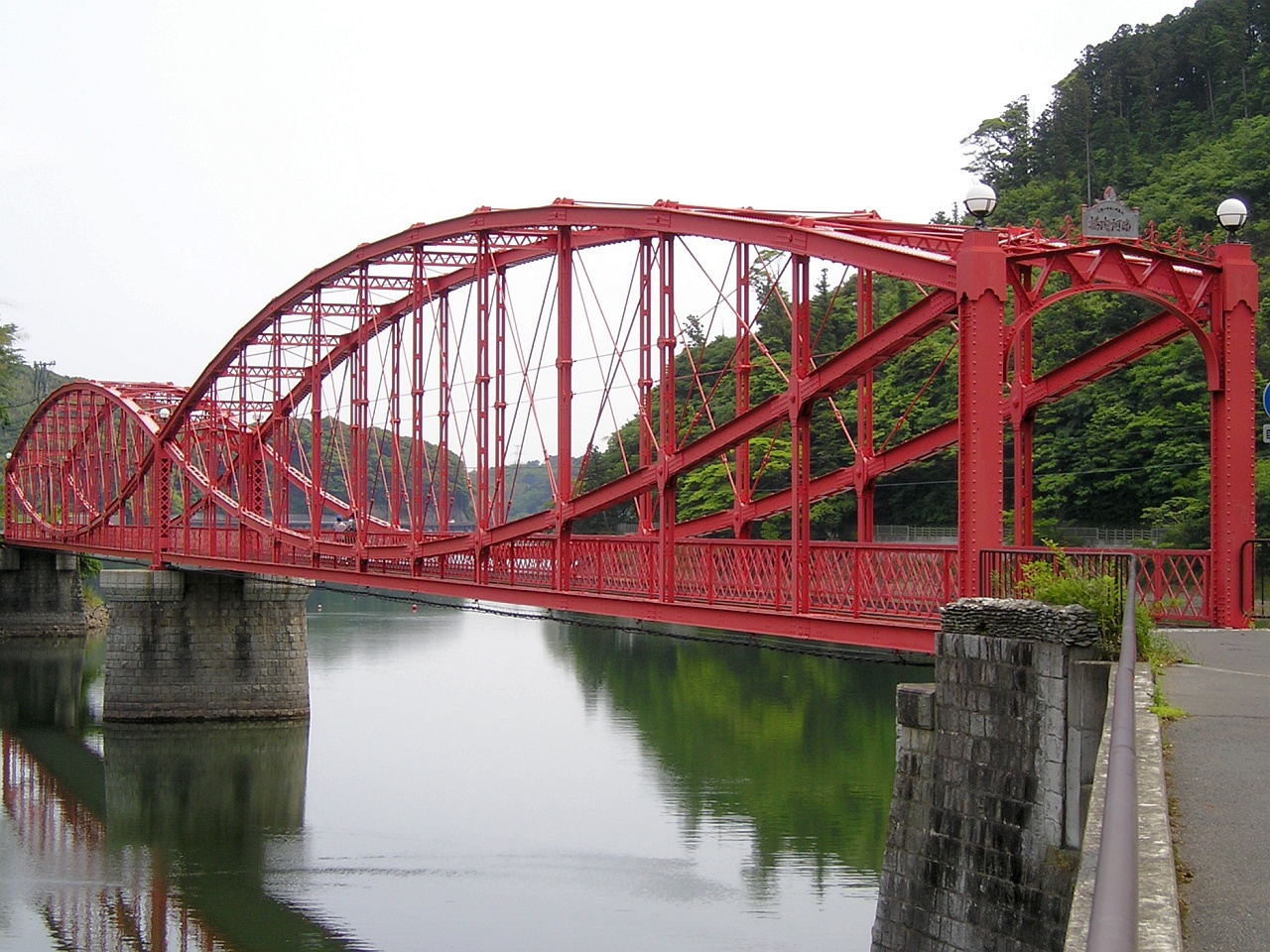
南河内橋

- 遠賀川水源地ポンプ室 - 世界遺産の構成資産の一つ。
- 河内貯水池 - 「河内貯水池堰堤」と「南河内橋」は土木学会選奨土木遺産に認定されており[16]、南河内橋、中河内橋、北河内橋は近代化産業遺産の構成資産である[17]。
- くろがね線 - 近代化産業遺産の構成資産の一つ[17]。

## その他の関連施設
- 高見神社 - 官営八幡製鐵所が造られる前から鎮座していた神社で、建設に伴い遷座したことから製鉄所の守護神として現在でも崇められている。
- スペースLABO ANNEX - 北九州市科学館別館の別館で、世界遺産ビジターセンターを併設。

## 年表
- 1896年（明治29年）3月28日 - 帝国議会第九議会が製鉄所の創立を決定。
- 1897年（明治30年）2月6日 - 製鉄所を八幡村に設置すると決定。
- 1897年（明治30年）6月1日 - 八幡村に官営製鐵所を開庁。
- 1901年（明治34年）2月5日 - 東田第一高炉火入れ。5月に製鋼工場、6月に中形工場・小形工場（いずれも条鋼用を圧延する工場）・鋼板工場、11月に軌条工場が操業を開始。
- 1901年（明治34年）11月18日 - 作業開始式を挙行。伏見宮貞愛親王、平田東助農商務大臣が出席[18]。
- 1902年（明治35年）7月 - 東田第一高炉・転炉休止。
- 1904年（明治37年）4月 - 大形工場（大形の条鋼を圧延）が操業開始。
- 1904年（明治37年）4月6日 - 東田第一高炉第二次火入れ。17日間で休止。
- 1904年（明治37年）7月23日 - 東田第一高炉第三次火入れ。
- 1905年（明治38年）2月25日 - 東田第二高炉火入れ。
- 1905年（明治38年）12月 - 厚板工場が操業を開始。
- 1906年（明治39年） - 第一期拡張工事開始[19]。
- 1907年（明治40年）1月 - 線材工場が操業を開始。
- 1909年（明治42年）10月 - 東田第三高炉火入れ。
- 1912年（大正元年） - 中空ロール機導入（イリス商会による）。
- 1913年（大正2年） - セメント製造開始（日鉄住金高炉セメントの起源）。
- 1914年（大正3年）4月 - 東田第四高炉火入れ。
- 1916年（大正5年）4月28日 - 製鉄所の上水道貯水池が崩壊。泥流が集落を襲い浸水家屋1500戸。死傷者十数人[20]。
- 1917年（大正6年） - 電気炉を新設。
- 1917年（大正6年）9月30日 - 九州製鋼株式会社設立。
- 1917年（大正6年）11月1日 - 東洋製鐵株式会社設立。
- 1918年（大正7年）12月 - 東田第五高炉火入れ。
- 1919年（大正8年）5月12日 - 東洋製鐵で高炉火入れ（後の戸畑第二高炉）。
- 1921年（大正10年）4月 - 東田第六高炉火入れ。
- 1921年（大正10年）4月16日 - 官営製鉄所が東洋製鐵の工場を借入れ。
- 1922年（大正11年）10月 - ブリキ（当時は熱漬ブリキ）の製造を開始[21]。
- 1924年（大正13年）11月 - 戸畑作業所で2基目の高炉に火入れ（後の戸畑第一高炉）
- 1928年（昭和3年）11月7日 - 九州製鋼の製鋼工場（通称西八幡工場）が操業開始を開始、同時に官営製鉄所が借入れ。月内に厚板工場が操業開始。
- 1929年（昭和4年）1月 - 九州製鋼の大形工場が操業開始。
- 1930年（昭和5年）2月 - 専用鉄道（炭滓線、現・くろがね線）運転開始。
- 1930年（昭和5年）6月17日 - 洞岡第一高炉火入れ。
- 1933年（昭和8年）10月11日 - 洞岡第二高炉火入れ。
- 1934年（昭和9年）1月29日 - 官営製鐵所や九州製鋼などが合同し、日本製鐵（日鉄）発足。日鉄八幡製鐵所となる。2月1日より正式に営業開始。

## 社会への影響
- 1917年3月、長期に渡る贈賄・収賄の事実が公になった刑事裁判事件官営八幡製鉄所事件があり、長官押川則吉は自死し、関係者110人が逮捕された。当時は起訴便宜主義がまだ採用されておらず、検事総長平沼騏一郎、検察官小原直、小林芳郎などが調査・起訴にあたった[22][注釈 2]。

- 1966年、民事裁判事件八幡製鉄事件の最高裁判決により、企業による政治献金が営利法人の政治活動として認められるようになった。

## 関連文献
- 平川良彦「八幡製鐵所の製銑作業に就て」『鐵と鋼』第14巻第1号、1928年、1-5頁。
- 三枝博音、飯田賢一 編『日本近代製鉄技術発達史 ― 八幡製鉄所の確立過程 ―』東洋経済新報社、1957年5月、NCID BN04633729。
- 大橋吉久「戦前日本の製鋼業にみられたナショナリズムについて」『経営史学』第6巻第3号、1972年、33-61頁。
- 飯田賢一『鉄の100年八幡製鉄所』藤原成一 編、日本産業技術史学会 監修、第一法規出版〈日本の技術 2〉、1988年8月、ISBN 4474151429。
- 八幡製鉄所百年史編纂事務局 編『世紀をこえて ― 八幡製鉄所の百年 ―』新日本製鐵株式会社八幡製鐵所、2001年11月、NCID BA54591006。
- 佐藤昌一郎『官営八幡製鉄所の研究』、八朔社、2003年10月、ISBN 9784860140175。
- 長野暹 編著『八幡製鉄所史の研究』日本経済評論社〈九州国際大学社会文化研究所叢書〉、2003年10月、ISBN 9784818815551。
- 奈倉文二「長野暹編著, 『八幡製鉄所史の研究』, 日本経済評論社, 2003年10月」『社会経済史学』第70巻第3号、2004年、358-360頁。
- 坂本和一著『鉄はいかにしてつくられてきたか ― 八幡製鐵所の技術と組織 一九〇一〜一九七〇年 ―』法律文化社、2005年2月、ISBN 4589027011。
- 長島修「外国人のみた創立期官営八幡製鐵所」『立命館国際研究』第18巻第1号、2005年6月、49-68頁。
- 開田一博、尾道建二「官営八幡製鐵所の創設期における鉄骨構造建築の導入」『日本建築学会計画系論文集』第72巻第618号、2007年、129-134頁。
- 開田一博、尾道建二「官営八幡製鐵所における日本人最初の設計施工による鉄骨構造建築」『日本建築学会計画系論文集』第73巻第268号、2008年、1349-1354頁。
- 開田一博、尾道建二「大正期から昭和初期における官営八幡製鐵所の工場建築と設計者について」『日本建築学会計画系論文集』第74巻第635号、2009年、249-255頁。
- 菅和彦「八幡製鐵所の官舎・社宅開発と市街地形成」『都市住宅学』第68号、2010年、37-42頁。
- 竹内康人『明治日本の産業革命遺産・強制労働Q&A 八幡製鉄所 長崎造船所 高島・端島炭鉱 三池炭鉱』社会評論社、2018年5月、ISBN 9784784512096。
- “明治期の姿によみがえる官営八幡製鐵所旧本事務所 ― 官営八幡製鐵所旧本事務所内装整備建築工事 ―”. OBAYASHI Thinking プロジェクト最前線. 大林組 (2020年3月2日). 2020年5月10日閲覧。

- 『日本製鐵株式會社史』日本製鉄株式会社史編集委員会、1959年。
- 新日本製鐵『炎とともに』 八幡製鐵株式會社史・新日本製鐵株式會社十年史、新日本製鐵、1981年。
- 新聞記事文庫 切抜帳一覧（神戸大学付属図書館デジタルアーカイブ）
  - 製鉄業（大分類：工業及鉱業）
- 戦後経済発展における政策形成とエコノミストの役割[リンク切れ]（間仁田研究室[リンク切れ]）
- 飯田賢一『日本鉄鋼技術史論』三一書房
- 佐木隆三『宿老・田中熊吉伝』文藝春秋
- 秦郁彦編『日本官僚制総合事典：1868 - 2000』東京大学出版会、2001年。